# Amsdorf
Amsdorf is een plaats en voormalige gemeente in de Duitse deelstaat Saksen-Anhalt, en maakt deel uit van de Landkreis Mansfeld-Südharz.

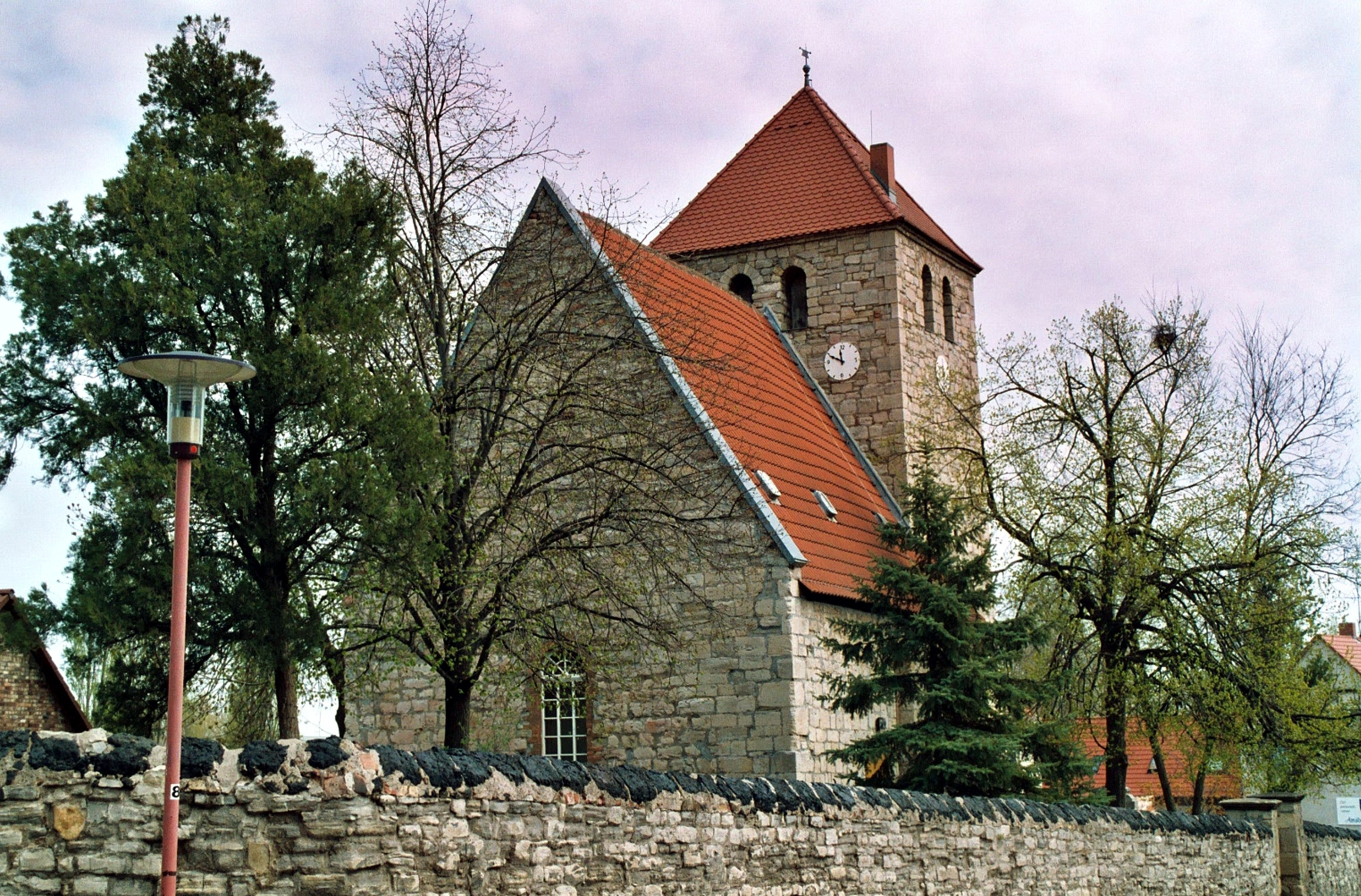
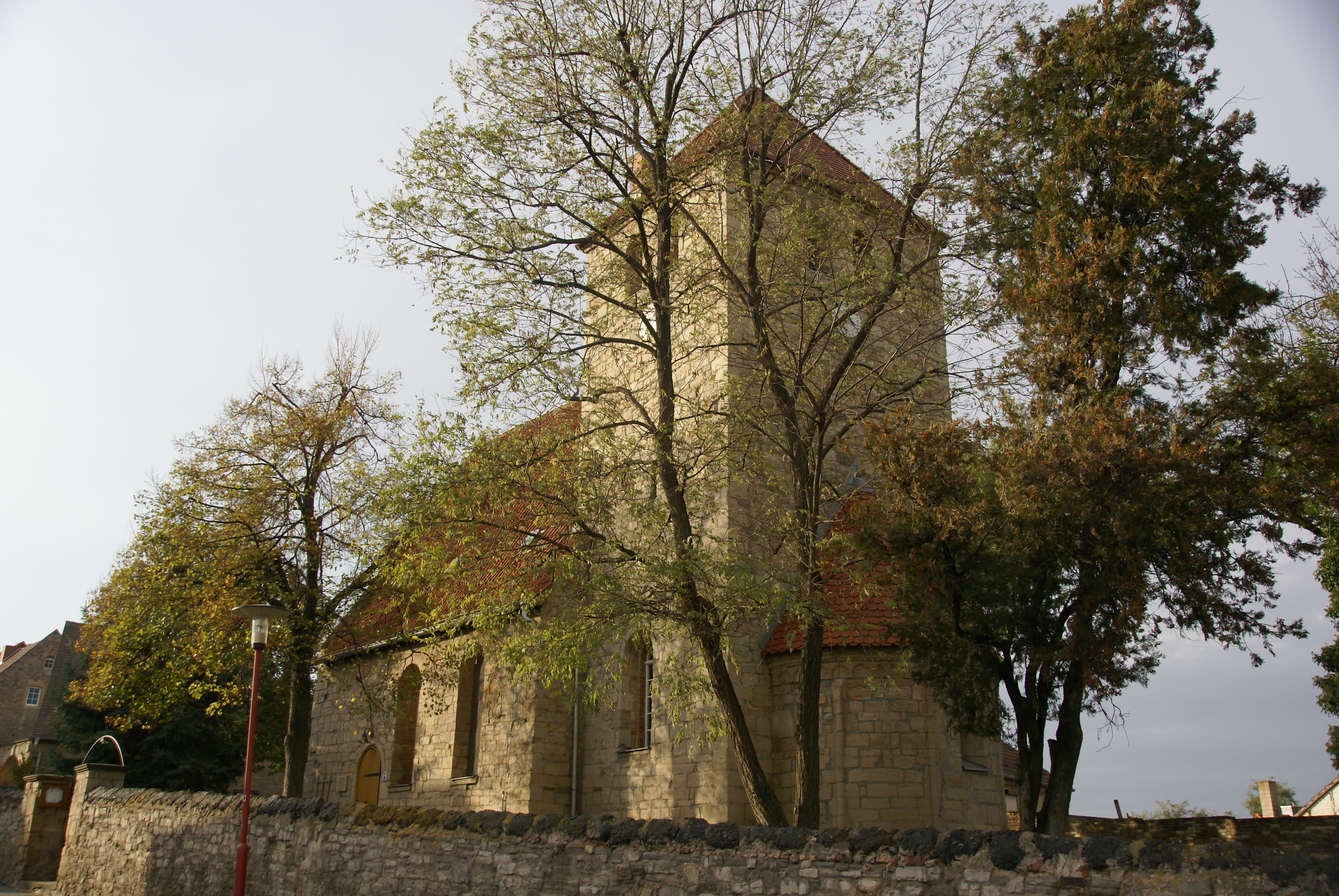

Amsdorf telt 536 inwoners.